# Arthington
Arthington – wieś w Anglii, w hrabstwie ceremonialnym West Yorkshire, w dystrykcie metropolitalnym Leeds. Leży 12 km na północ od centrum miasta Leeds i 283 km na północ od Londynu. W 2001 miejscowość liczyła 561 mieszkańców.